# Kolari
Kolari este o comună din Finlanda.